# Supervarietà (geometria)
In fisica teorica ed in matematica, una supervarietà è una generalizzazione del concetto di varietà basato sulle idee provenienti dalla supersimmetria. Risulta essere possibile dare diverse definizioni del concetto di supervarietà.

## Definizione in fisica
In fisica, una supervarietà è una varietà con coordinate bosoniche e fermioniche. Queste coordinate sono generalmente indicate con:
{\displaystyle (x,\theta ,{\bar {\theta }})}
dove le x sono le usuali coordinate di spaziotempo e le {\displaystyle \theta } and {\displaystyle {\bar {\theta }}} sono i numeri di Grassmann ovvero le {\displaystyle \theta } sono le dimensioni anticommutanti relative ai gradi di libertà fermionici. I gradi di libertà fermionici (le coordinate {\displaystyle \theta }) anche se non hanno nessun significato fisico,  tuttavia questo formalismo è molto utile per scrivere lagrangiane supersimmetriche.

## Superspazio
In supersimmetria il concetto di "superspazio" è riferito alle coordinate spaziali relative ad una teoria della supersimmetria.  In tale formulazione, insieme alle quattro dimensioni dello spazio ordinario (le coordinate bosoniche), {\displaystyle x^{\mu }} con {\displaystyle \mu =0,\ldots ,3}, ci sono anche le dimensioni "anticommutanti" le cui coordinate sono etichettate con i numeri di Grassmann; ovvero assieme alle dimensioni dello spazio di Minkowski che corrispondono a gradi di libertà bosonici, ci sono le dimensioni anticommutanti relative ai gradi di libertà fermionici.

## Varietà
In geometria, una varietà è un concetto abbastanza generale definito con lo scopo di modellare "spazi a più dimensioni", eventualmente curvi, che "visti con una lente di ingrandimento" sembrano piatti e simili allo spazio euclideo, ma che visti globalmente possono assumere le forme più svariate.
Esempi di varietà sono le curve e le superfici. L'universo è intuitivamente un esempio di varietà tridimensionale. La relatività generale descrive lo spaziotempo come una varietà con 4 dimensioni.